# Fuck Apologies
Fuck Apologies è un singolo della cantante statunitense JoJo, pubblicato il 28 luglio 2016 come primo estratto dal terzo album in studio Mad Love, uscito a distanza di dieci anni dal precedente disco.

## Descrizione
La canzone, che ha visto la partecipazione del rapper Wiz Khalifa, è stata scritta da JoJo, Tayla Parx, Wiz Khalifa, Jason Dean, Oscar Holter, Matt Friedman e Joseph Kirkland mentre la produzione è stata curata da Matt Friedman e Oscar Holter.
JoJo ha eseguito Fuck Apologies per la prima volta dal vivo durante la sua prima tappa del 7/27 World Tour delle Fifth Harmony, come brano di chiusura della sua scaletta.

## Video musicale
Il videoclip del brano è stato pubblicato in concomitanza con l'uscita del singolo, il 28 luglio 2016, sul canale YouTube ufficiale della cantante.

## Tracce
Digital download (explicit)
1. Fuck Apologies (feat. Wiz Khalifa) – 3:15

Digital download (clean)
1. Fuck Apologies (feat. Wiz Khalifa) – 3:15

Remixes
1. Fuck Apologies (feat. Wiz Khalifa) (YesYou Remix) – 3:54
2. Fuck Apologies (feat. Wiz Khalifa) (Onda Remix) – 3:29
3. Fuck Apologies (feat. Wiz Khalifa) (Anevo Remix) – 3:50
4. Fuck Apologies (feat. Wiz Khalifa) (Hellberg Remix) – 3:54
5. Fuck Apologies (feat. Wiz Khalifa) (Jump Smokers Remix) – 4:56

Unplugged
1. Fuck Apologies (Unplugged) – 3:23

Tropical Remix
1. Fuck Apologies (feat. Wiz Khalifa & Nyanda) (The Kemist Remix) – 3:12
2. Fuck Apologies (feat. Wiz Khalifa) (The Wixard Remix) – 3:40

## Classifiche
| Classifica (2016)   | Posizione massima |
| ------------------- | ----------------- |
| Regno Unito         | 104               |
| Regno Unito (Urban) | 18                |